# マイケル・フィリップ・モスマン
マイケル・フィリップ・モスマン（Michael Philip Mossman、1959年5月12日 - ）は、アメリカのジャズ・トランペット奏者。

## 略歴
モスマンの初期のキャリアには、1978年のアンソニー・ブラクストンとのヨーロッパ・ツアー、1980年代初頭のロスコー・ミッチェルとのツアーが含まれていた。彼はまた、1980年代にスティクスなどとのセッションを行った。彼はライオネル・ハンプトン、アート・ブレイキーのジャズ・メッセンジャーズ、マチートと共演した後、1985年にブルーノート・レコードのアンサンブルであるアウト・オブ・ザ・ブルーに参加した。その後、秋吉敏子、ホレス・シルヴァー（1989年–1991年）、ジェリー・マリガン（1992年）、ディジー・ガレスピー、スライド・ハンプトン、ミシェル・カミロ、マリオ・バウサ、エディ・パルミエリ、フィリップ・モーリス・スーパーバンドと共演した。
2019年、モスマンはピアニストのミシェル・カミロの編曲をアルバム『エッセンス』に書いた。このアルバムには、トランペットのソリストとしてマイケルも参加している。モスマンは、ボビー・サナブリアのアルバム『Multiverse』に収録された彼の「Afro-Cuban Jazz Suite for Ellington」により、2013年に最優秀インストゥルメンタル・アレンジメントでグラミー賞にノミネートされた。アカデミー賞受賞監督フェルナンド・トルエバとの作品として、アカデミー賞にノミネートされた（2012年）映画『チコとリタ』での音楽スコアがある。
モスマンは、ドイツのラジオ・オーケストラでゲスト・パフォーマー、編曲家、指揮者を務めてきた。彼は自身の作品によるプログラムで、スペインのビルバオ・オルケスタ・シンフォニカを指揮した。アルトゥーロ・サンドヴァルとの『Mambo Nights』や、ケルンのWDRビッグバンドとの『Missa Afro-Cubana』や、フランクフルトのHRビッグバンドとデイヴィッド・サンボーンとの『Spirits Dancing』（2009年）を、アレンジし指揮した。ジョー・ガラルドとの『Latin Jazz Latino』は、ハンブルクのNDRビッグバンドによってレコーディングされ、Skip Records（2006年）からリリースされた。彼のバレエ作品『Beneath the Mask』は、ジョン・ファディス、シカゴ・ジャズ・アンサンブル、ディープリー・ルーテッド・ダンス・カンパニーによってシカゴのハリス・シアターで2006年に上演された。ファディスの『Teranga』における彼のアレンジは、2006年にキンメル・センターにてフィラデルフィア・オーケストラによって演奏された。パキート・デリヴェラの『I Remember Diz』のアレンジは、2010年にルイジアナ・フィルハーモニーによってパフォーマンスされた。アイオワ州ダベンポートのトライ＝シティ・シンフォニー（2011年）もアレンジで携わっている。彼の『Latin Tinge』は、2010年にワシントンD.C.のケネディ・センターで、パキート・デリヴェラと弦楽四重奏のインディゴ・カルテットによってパフォーマンスされた。
モスマンは、クイーンズ・カレッジ/CUNYのアーロン・コープランド音楽学校においてジャズ研究の所長を務め、ニューヨークのジュリアード音楽院でも同様の職務を務めている。

## ディスコグラフィ

### リーダー・アルバム
- Granulat (1991年、Red) ※with ダニエル・シュナイダー
- 『スプリング・ダンス』 - Springdance (1995年、Claves Jazz)
- Mama Soho (1998年、TCB)
- The Orisha Suite (2001年、Connector Music)
- Visitatio Sepulchri De Gandia (2010年、Calidoscopi Mostra Tua Jazz) ※with Jesus Santandreu、Toni Belenguer、Santi Navalon、Julio Fuster、Juanjo Garcera、Vicente Perez

### アウト・オブ・ザ・ブルー
- 『アウト・オブ・ザ・ブルー』 - O.T.B. (1985年、Blue Note)
- 『インサイド・トラック』 - Inside Track (1986年、Blue Note)
- 『ライヴ・アット・マウント・フジ』 - Live at Mt. Fuji (1987年、Blue Note)
- 『スパイラル・ステアケース』 - Spiral Staircase (1989年、Blue Note)

### 参加アルバム
フランコ・アンブロゼッティ
- 『テンテッツ』 - Tentets (1985年、Enja)
- 『ジン・アンド・ペンタトニック』 - Gin And Pentatonic (1992年、Enja)

レイ・バレット
- 『危険な関係のブルース』 - My Summertime (1995年、Owl)
- Contact! (1997年、Blue Note)

ミシェル・カミロ
- 『オン・ジ・アザー・ハンド』 - On the Other Hand (1990年、Epic)
- Amo Tu Cama Rica (1991年、Epic) ※サウンドトラック
- 『ワン・モア・ワンス』 - One More Once (1994年、Columbia)
- 『カリベ』 - Caribe: Michel Camilo Big Band (2009年、Calle 54/Sony Music)
- 『エッセンス』 - Essence (2019年、Resilience Music)

ジョルジュ・グルンツ
- 『ファースト・プライズ』 - First Prize (1989年、Enja)
- 『ブルースン・デュエット・エト・セトラ』 - Blues 'n' Dues et Cetera (1991年、Enja)

ジミー・ヒース
- Turn Up the Heath (2006年、Planet Arts)
- Togetherness: Live at the Blue Note (2013年、Jazz Legacy)

ボブ・ミンツァー
- 『ディパーチュア』 - Departure (1993年、DMP)
- Big Band Trane (1996年、DMP)
- Latin from Manhattan (1998年、DMP)
- Homage to Count Basie (2000年、DMP)
- Gently (2003年、DMP)
- 『ライヴ・アット・マンチェスター・クラフツメンズ・ギルド』 - Live at MCG with Special Guest Kurt Elling (2004年、MCG Jazz)

ロスコー・ミッチェル
- Sketches from Bamboo (1979年、Moers Music)
- Roscoe Mitchell and the Sound and Space Ensembles (1984年、Black Saint)

アルトゥーロ・オファリル
- Una Noche Inolvidable (2005年、Palmetto)
- Song for Chico (2008年、Zoho)

ティト・プエンテ
- Special Delivery (1996年、Concord Picante)
- Oye Como Va!: The Dance Collection (1997年、Concord Picante)

ボビー・サナブリア
- Afro-Cuban Dream...Live & in Clave!!! (2000年、Arabesque)
- Big Band Urban Folktales (2007年、Jazzheads)

ダニエル・シュナイダー
- The City (1989年、Enja)
- Decoding the Message (1990年、Enja)
- Mythology (1991年、Enja)
- Nucleus (1995年、Enja)
- Tarantula (1996年、Enja)

その他
- アンソニー・ブラクストン : Creative Orchestra (Köln) 1978 (1995年、hat ART)
- アル・ディ・メオラ : 『リベルタンゴ』 - The Grande Passion (2000年、Telarc)
- ベニー・カーター : Harlem Renaissance (1992年、MusicMasters)
- チャカ・カーン : 『デスティニー』 - Destiny (1986年、Warner Bros.)
- フレディ・コール : Rio de Janeiro Blue (2001年、Telarc)
- カラー・ミー・バッド : 『タイム・アンド・チャンス』 - Time and Chance (1993年、Giant)
- ドウェイン・ドルフィン : Portrait of Adrian (1994年、Minor Music)
- ケニー・ドリュー・ジュニア : Crystal River (1998年、TCB)
- ロビン・ユーバンクス : 『ディファレント・パスペクティブズ』 - Different Perspectives (1988年、Bamboo)
- ジョー・ガラルド、NDRビッグバンド : Latin Jazz Latino (2005年、Skip)
- ジーン・ハリス : Live at Town Hall, N.Y.C. (1989年、Concord Jazz)
- ナンシー・ハロウ : 『グレート・ギャッツビー〜フィッツジェラルドに捧ぐ』 - Winter Dreams (2003年、Artists House)
- アントニオ・ハート : All We Need (2004年、Downtown Sound)
- ジョー・ヘンダーソン : 『ビッグ・バンド』 - Big Band (1996年、Verve)
- ニーニョ・ホセレ : Espanola (2009年、DRO)
- ベルナール・ラヴィリエ : Clair-Obscur (1997年、Barclay)
- ジョン・リンドバーグ : Trilogy of Works for Eleven Instrumentalists (1985年、Black Saint)
- ケヴィン・マホガニー : 『ソングス・アンド・モーメンツ』 - Songs and Moments (1994年、Enja)
- パット・メセニー : 『シークレット・ストーリー』 - Secret Story (1992年、Geffen)
- チコ・オファリル : Carambola (2000年、Milestone)
- トム・ピアソン : 『プラネット・オブ・ティアーズ』 - Planet of Tears (1996年、Auteur)
- ダニエル・ポンセ : Chango Te Llama (1991年、Mango)
- ホレス・シルヴァー : Rockin' with Rachmaninoff (2003年、Bop City)
- レオ・スミス : Budding of a Rose (1979年、Moers Music)
- スティクス : 『ミスター・ロボット - キルロイ・ワズ・ヒア -』 - Kilroy Was Here (1983年、A&M)
- ブロス・タウンゼンド : I Love Jump Jazz (1995年、Claves)
- ベボ・バルデス : Suite Cubana (2009年、Calle 54)
- ジョー・ザヴィヌル : 『マイ・ピープル』 - My People (1996年、JMS)

### フィルム・クレジット
- Me Amo Tu Cama Rica (1992年) ※エミリオ・マルティネス・ラザロ監督
- 『あなたに逢いたくて』 - Two Much (1995年) ※フェルナンド・トルエバ監督
- Wise Guys (1996年) ※ブライアン・デ・パルマ監督
- 『愛のボサノバ』 - Bossa Nova (2000年) ※ブルーノ・バレット監督
- Calle 54 (2000年) ※フェルナンド・トルエバ監督
- 『チコとリタ』 - Chico and Rita (2011年) ※フェルナンド・トルエバ監督